# Kartidris matertera
Kartidris matertera är en myrart som beskrevs av Bolton 1991. Kartidris matertera ingår i släktet Kartidris och familjen myror. Inga underarter finns listade i Catalogue of Life.

## Bildgalleri

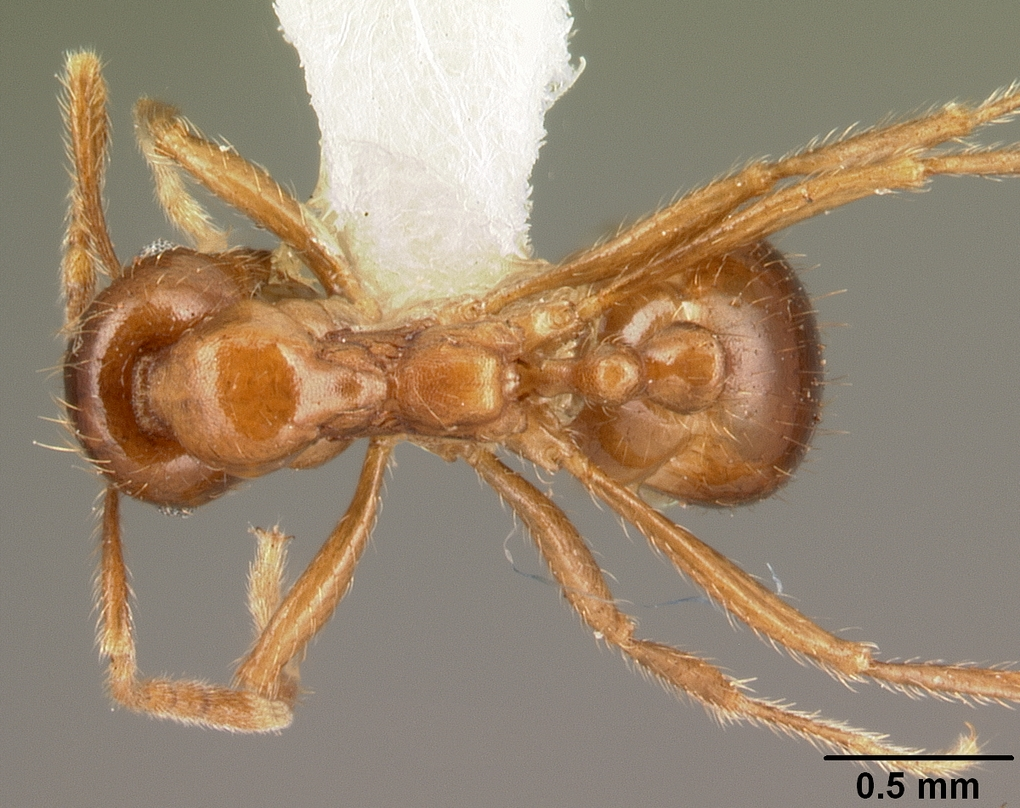
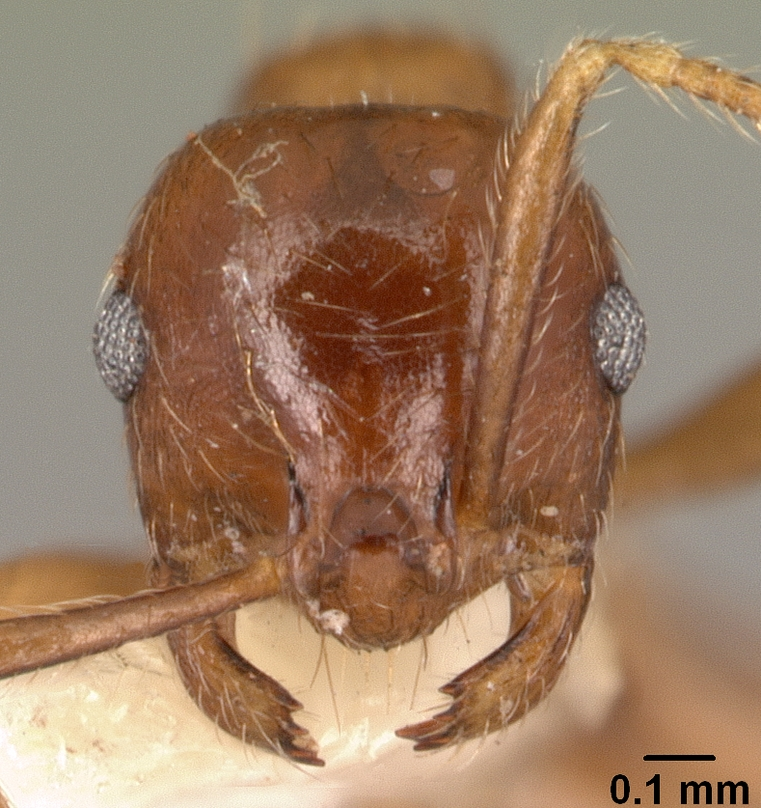
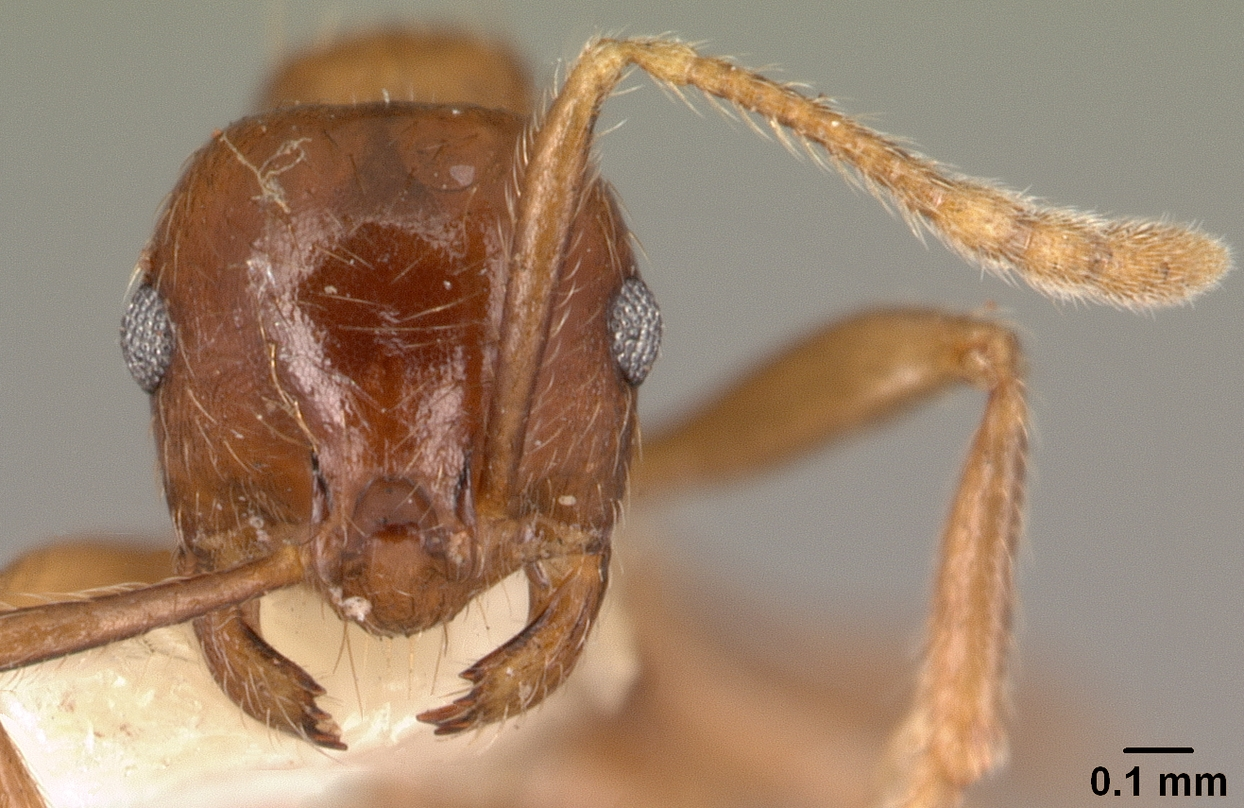
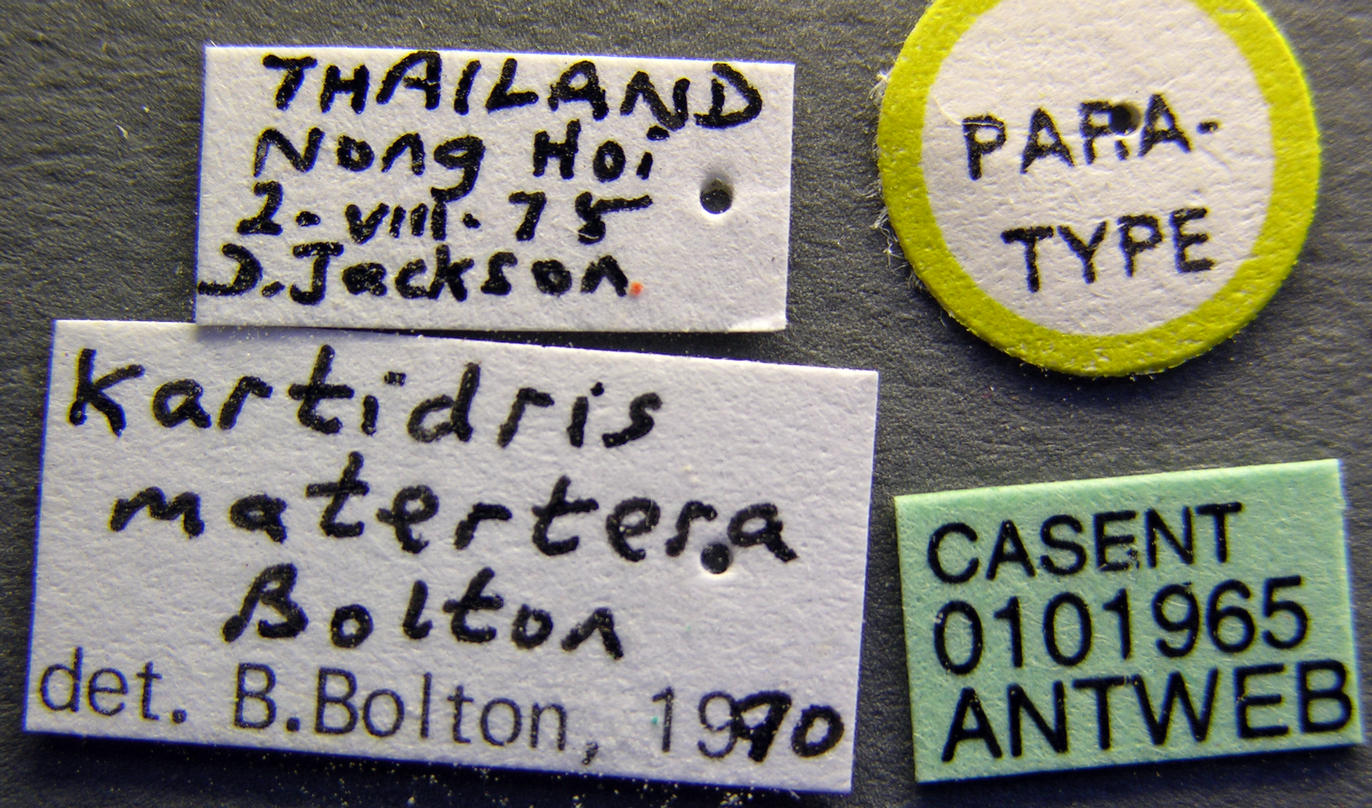
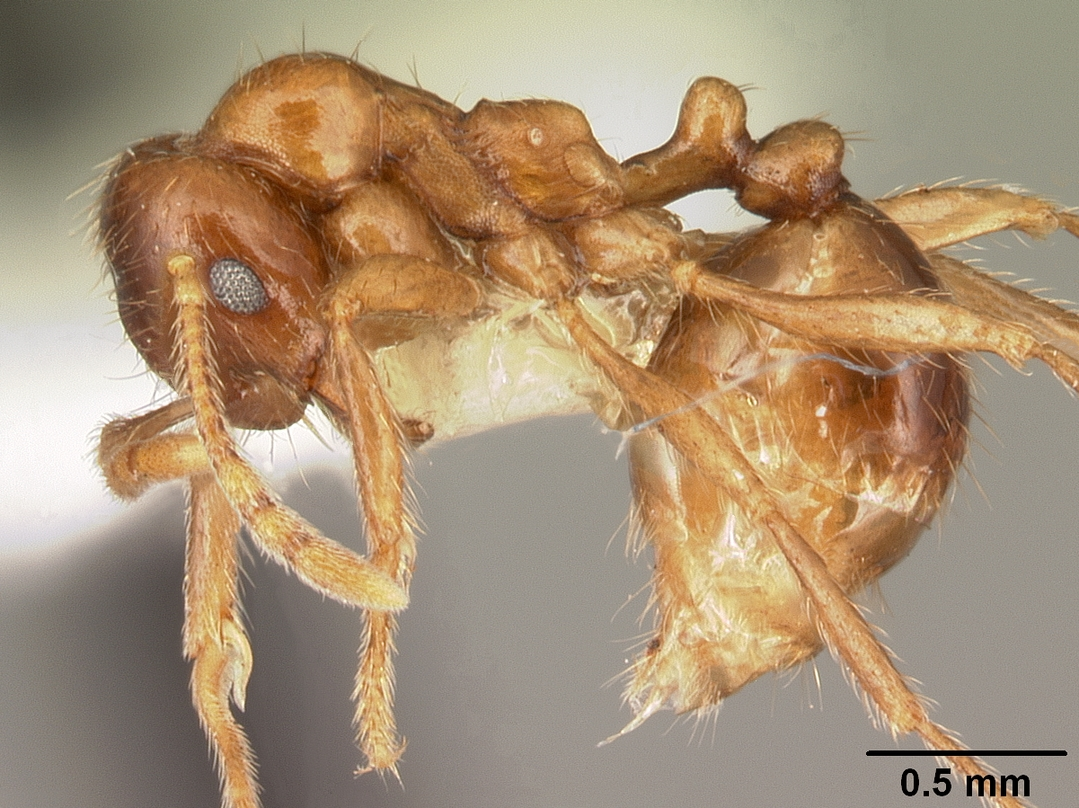
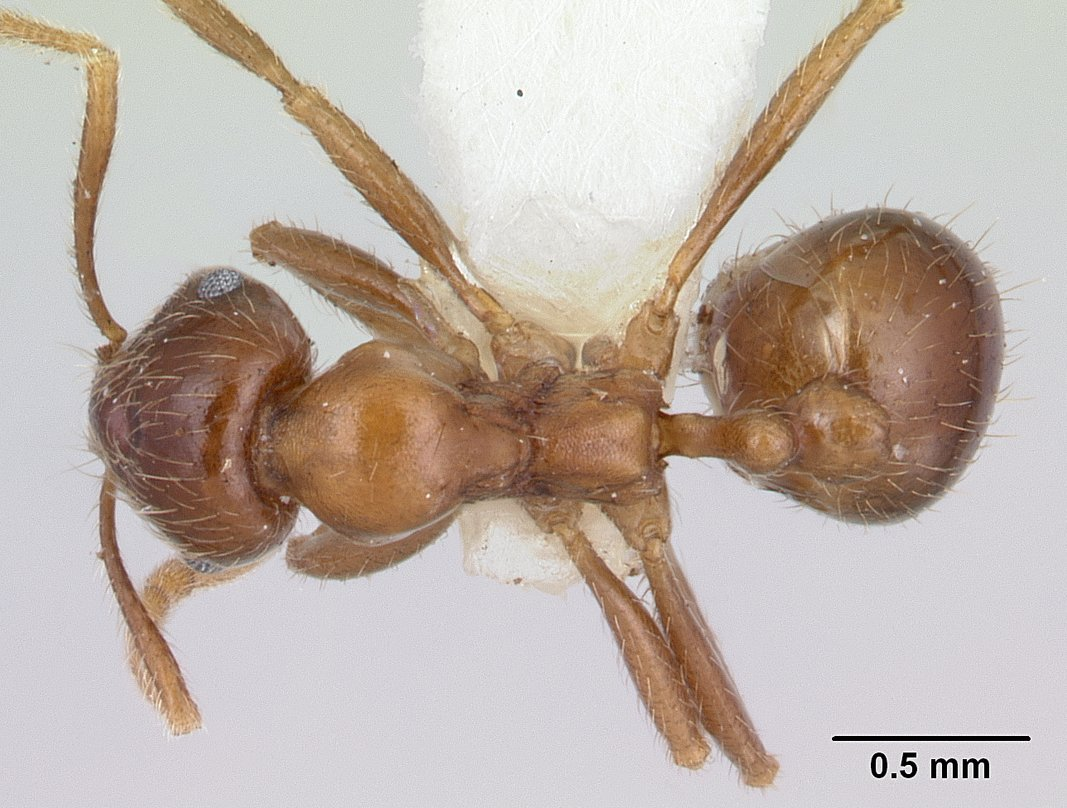